# Fandango!
Fandango! är det fjärde albumet av den amerikanska bluesrockgruppen ZZ Top, utgivet 1975. Första halvan av albumet är inspelat live, medan den andra består av nya studioinspelningar. En remastrad version med tre extra liveinspelade spår gavs ut 2006.
Albumet blev som bäst tia på den amerikanska albumlistan.

## Låtlista
Samtliga låtar skrivna av Frank Beard, Billy Gibbons och Dusty Hill, om annat inte anges.
1. "Thunderbird"  - 2:49
2. "Jailhouse Rock" (Jerry Leiber/Mike Stoller) - 1:56
3. "Backdoor Medley" - 9:23
  - "Backdoor Love Affair" (Billy Gibbons/Bill Ham)
  - "Mellow Down Easy" (Willie Dixon)
  - "Backdoor Love Affair No. 2" (Billy Gibbons)
  - "Long Distance Boogie"
4. "Nasty Dogs and Funky Kings" - 2:42
5. "Blue Jean Blues" - 4:42
6. "Balinese" - 2:37
7. "Mexican Blackbird" - 3:06
8. "Heard It on the X" - 2:23
9. "Tush" - 2:14
Bonusspår på 2006 års utgåva
10. "Heard It on the X" - 2:36
11. "Jailhouse Rock" (Jerry Leiber/Mike Stoller) - 1:52
12. "Tush" - 3:42

## Medverkande
- Frank Beard - trummor
- Billy Gibbons - gitarr, munspel, sång, slide-gitarr
- Dusty Hill - basgitarr, sång